# Chloropoea terra
Chloropoea terra är en fjärilsart som beskrevs av Sheffield Airey Neave 1904. Chloropoea terra ingår i släktet Chloropoea och familjen praktfjärilar. Inga underarter finns listade i Catalogue of Life.